# Пульчельское общество
Пульчельское общество — сельское общество, входившее в состав Туломозерской волости Олонецкого уезда Олонецкой губернии.

## Общие сведения
Согласно «Списку населённых мест Олонецкой губернии по сведениям за 1905 год» общество состояло из следующих населённых пунктов:
| № | Населённый пункт             | Расстояние до волостного правления в верстах | Количество семей | Всего жителей |
| - | ---------------------------- | -------------------------------------------- | ---------------- | ------------- |
| 1 | Кормилиста                   | 15                                           | 25               | 144           |
| 2 | Гижезеро                     | 14                                           | 4                | 22            |
| 3 | Пульчейла                    | 19                                           | 17               | 82            |
| 4 | Новая-Заживка                | 19                                           | 7                | 48            |
| 5 | Пекон Мяги                   | 19                                           | 1                | 1             |
| 6 | Койву-Сельга (Алазий) Еройлу | 16                                           | 9                | 47            |
| 7 | Ершила                       | 16                                           | 7                | 31            |
| 8 | Суон-Кулку                   | 16                                           | 3                | 14            |
| 9 | Бяккейла                     | 16                                           | 3                | 10            |

Волостное правление располагалось в селении Палалахта.
В настоящее время территория общества относится в основном к Олонецкому району Республики Карелия.